# The Ultimate Stuntman
The Ultimate Stuntman é um jogo de videogame desenvolvido pela Codemasters em 1990 e publicado pela Camerica para o Nintendinho, estilo Plataforma (side-scrolling) com elementos de ação. É um dos 14 games publicados pela Camerica para o NES sem licença adequada. Em praticamente todos os jogos da Camerica (incluindo o "The Ultimate Stuntman"), existe uma opção encontrada no verso do cartucho, a qual permite ao usuário alternar entre as compatibildades NTSC e PAL. Outro aspecto incomum dos jogos lançados pela Camerica para o NES são seus cartuchos de cores distintas. O The Ultimate Stuntman foi lançado apenas com uma versão ouro, adicionando, portanto, um nível de mística a este game.

## Jogabilidade
The Ultimate Stuntman é um game de ação, estilo plataforma com rolagem lateral, recurso conhecido em inglês como side-scrolling.
O jogador é o Ultimate Stuntman, um ladino mercenário, que é chamado ao dever quando a cientista Jenny Aykroyd é repentinamente seqüestrada por Dr. Evil (que planeja dominar o mundo a qualquer custo). Basicamente é um jogo de plataforma, como muitos games de ação da época, como os da série Contra e Mega Man.
The Ultimate Stuntman dá ao jogador acesso a uma variedade de níveis, com conceitos diferentes, que permite dirigir automóveis, controlar asa-deltas, desarmar bombas-relógio, lutar contra chefes e até escalar prédios. São no total 7 mundos com 4 fases cada um, o que torna o jogo longo, e um pouco cansativo.
Um tema recorrente básico no jogo é o conceito de três níveis, uma briga de chefe e, em seguida, uma "eliminação de bombas". Na maioria dos casos, o primeiro nível na sequência envolve Stuntman perseguindo Dr. Evil em algum tipo de veículo, como carro, asa-delta, buggy, etc ... A segunda série de níveis tem Stuntman lutando contra o vilão e seus capangas a pé com o ajuda de uma arma de fogo.
A terceira série de níveis usa um conceito em que o jogador que controla Stuntman precisa escalar uma estrutura, semelhante à jogabilidade de Crazy Climber, mas, ao mesmo tempo, o jogador age como um franco-atirador em auxílio de Stuntman, derrubando objetos e criaturas que o ameaçam enquanto ele sobe. Durante esses níveis, apenas uma ação pode ser realizada a qualquer momento (ou seja, o jogador pode mover o Dublê ou atacar inimigos em seu nome). Depois que um chefe é derrotado, o jogador é confrontado com a difícil tarefa de descartar uma bomba antes que o fusível seja totalmente queimado. O jogador deve usar o teclado direcional para mover o cursor de bloco em bloco, mantendo um olho no número de cada um. Sempre que o cursor se move para um determinado bloco, o número diminui em um. Isso cria uma espécie de puzzle-game, ou seja, um cenário de quebra-cabeça, onde, se o jogador cometer um erro, ele deve redefinir a disposição e tentar novamente com menos tempo. Não se pode avançar no jogo sem concluir o descarte da bomba no tempo determinado.

## Música
A música do jogo, que foi composta por Gavin Raeburn, é universalmente elogiada e cunhou o estilo e o termo de "música chiclete" que era tipicamente associada aos lançamentos da Camerica para o Nintendinho. A trilha-sonora também é conhecida por ser o único jogo da Codemasters em que Gavin Raeburn usou uma amostra de bateria PCM de 7 bits para o canal de amostra, pois ele a utilizaria de maneira mais criativa em sua música usando um sintetizador digitalizado que foi amostrado de um Casio CZ-101.